# Océan (Schiff, 1870)
Die Océan war eine hölzerne französische Panzerfregatte und Typschiff der gleichnamigen Klasse. Während des Deutsch-Französischen Krieges war sie die stärkste Einheit der französischen Marine und wurde in der Ostsee zur Blockade der norddeutschen Küsten eingesetzt.

## Technische Daten
- Schiffstyp: Panzerfregatte
- Bauwerft: Arsenal Brest
- Kiellegung: 18. April 1865
- Stapellauf: 15. Oktober 1868
- Indienststellung: 21. Juli 1870
- Größe: 7750 t
- Länge: 87,73 m
- Breite: 17,52 m
- Tiefgang: 9,09 m
- Antrieb: Dampfmaschine, Segel
- Schrauben: 1
- Leistung: 3780–4180 PS
- Masten: 3 (Bark)
- Geschwindigkeit: 13–14 kn
- Panzerung: 150–203 mm
- Bewaffnung: 4 × 24,0-cm-Geschütze, 4 × 19,4-cm-Geschütze, 4 × 16,4-cm-Geschütze
- Besatzung: 750 Mann

## Geschichte
Die Océan-Klasse war ein Entwurf des Ingenieurs Henri Dupuy de Lôme, der auch die La Gloire konzipiert hatte. Die Océan war das Typschiff der Klasse und lief 1868 vom Stapel. Sie wurde offensichtlich erst aufgrund des drohenden Deutsch-Französischen Krieges in Dienst gestellt. Am 24. Juli 1870 verließ sie mit dem sogenannten Ostseegeschwader (Escadre de la Baltique) unter Vizeadmiral Louis Edouard Bouet-Willaumez, Flaggschiff Surveillante, Cherbourg. Der Verband traf am 29. Juli 1870 in der Nordsee ein. Statt wie geplant 14 Panzerschiffen bestand er ursprünglich aus 7 Einheiten:

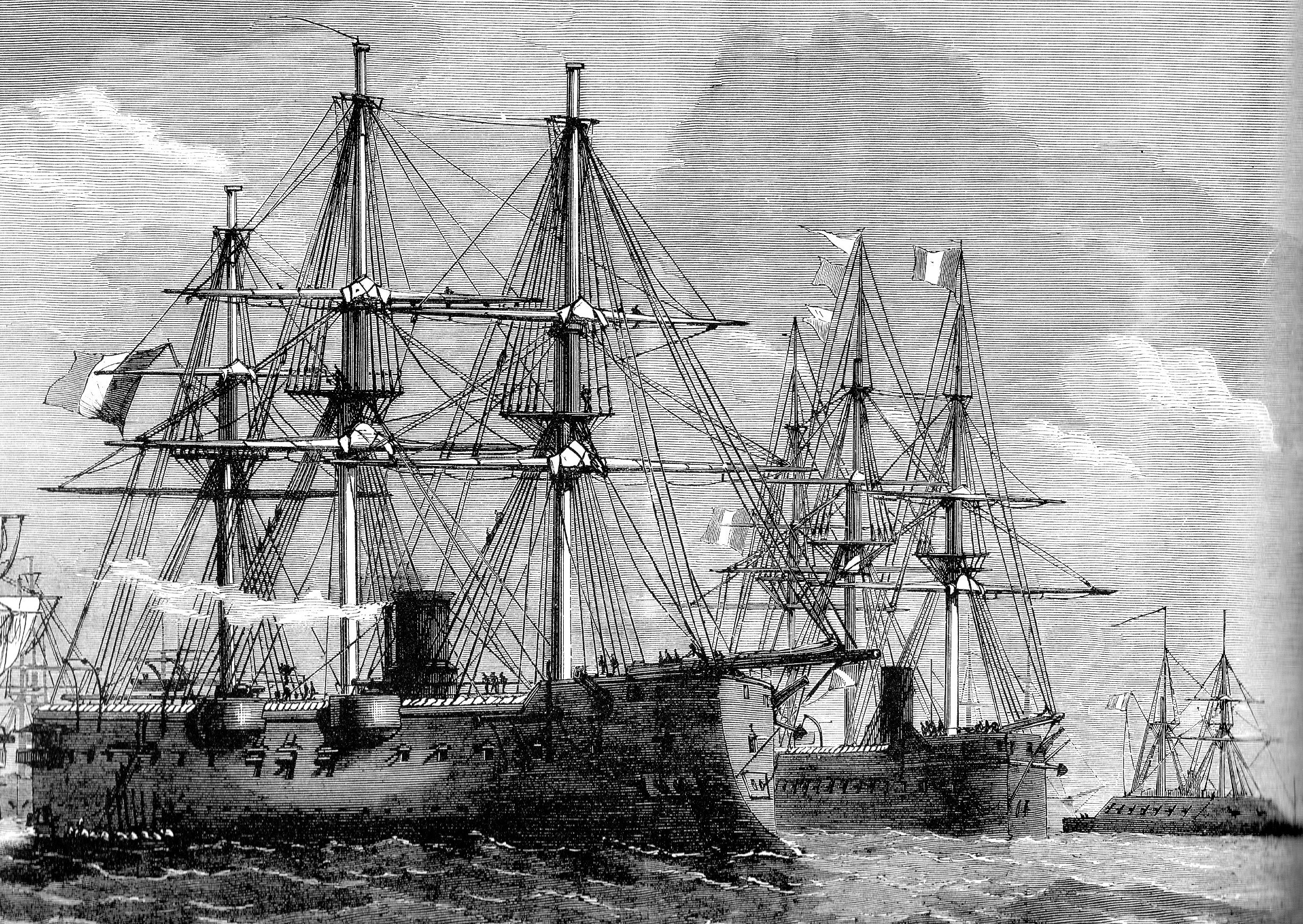
Das französische Ostseegeschwader mit den Panzerfregatten Océan und Surveillante sowie dem Widderschiff Rochambeau (von links)

- Surveillante (Panzerfregatte, Flaggschiff)
- Gauloise (Panzerfregatte)
- Guyenne (Panzerfregatte)
- Flandre (Panzerfregatte)
- Océan
- Thetis (Panzerkorvette)
- Jeanne d´Arc (Panzerkorvette)
- Cassard (Aviso)

Nachdem das Widderschiff Rochambeau in der Ostsee eingetroffen war, kehrten die Flandre und die Océan nach Frankreich zurück. Die Flandre hatte einen Maschinenschaden und die Océan hatte sich aufgrund ihres großen Tiefgangs für Operationen in der Ostsee als ungeeignet erwiesen. Am 16. September 1870 lief die Océan wieder in Cherbourg ein. Vermutlich ab dem 23. November gehörte sie der dort stationierten, neu aufgestellten Escadre du Nord an.
Bis 1875 diente die Fregatte im sogenannten Evolutionsgeschwader, danach wurde sie in die Reserve überführt. 1879 wurde sie erneut in die aktive Flotte eingegliedert und diente auf der Mittelmeer-Station. 1884/85 wurde die Océan grundlegend überholt und diente bis 1888 in der Nordflotte (Escadre du Nord), danach erneut im Mittelmeer.
1891 wurde die Fregatte kurzfristig erneut in die Reserve überführt, jedoch noch im selben Jahr zuerst als Artillerieschulschiff, später als Schiffsjungenschulschiff verwendet. 1895 wurde sie außer Dienst gestellt; das Endschicksal ist unbekannt.